# Омський ВТТ та будівництво 166
Омський ВТТ та будівництво 166 (рос. ОМСКИЙ ИТЛ И СТРОИТЕЛЬСТВО 166, Омлаг) — підрозділ, що діяв в Омську в структурі виправно-трудових таборів СРСР з 25.07.41 до 21.05.43 .

## Історія
У червні 1941 р, ще до початку війни, вийшла Постанова СНК СРСР і наказ НКАП, згідно з якими воронезький завод № 18 повинен був у 1941 році почати серійне виробництво, а в 1942 році випустити 1000 літаків «103». У липні 1941 року КБ і основна частина заводу № 156 (дослідне виробництво ОКБ А. М. Туполєва) були евакуйовані в Омськ де на основі його і евакуйованого тушинського заводу № 81 був створений авіаційний завод № 166. Як згадували інженери туполєвської шарашки: «Вже серпень, до випуску літаків залишилося п'ять місяців, а немає ні стін, ні дахів, ні води, ні електрики — нічого.
Нам відведені недобудований автоскладальний завод і завод тракторних причепів. На їх базі ми повинні організувати новий завод і в грудні (!!!) почати випуск літаків. Сюди евакуюються наш 156-й завод, завод 23 з Ленінграда, який будував У-2, і Київський ремонтний завод № 43.»
Їх заспокоювали: «Вчора сам бачив, як у чистому полі запрацювали перші верстати! З усіх боків звозять ув'язнених — розкуркулених і кримінальників, поруч з майданчиком заводу організовується табір. Вони будуть будувати корпуси навколо працюючих верстатів.»
Крім заводу, ув'язнені виконували такі роботи:
- будівництво автошляхів та залізниці, аеродрому, житла,
- робота на цегельному заводі і в кар'єрах,
- лісозаготівлі;
- с/г роботи.

## Чисельність з/к
- 01.10.41 — 4979,
- 01.01.42 — 5746;
- 01.04.42 — 6887,
- 01.07.42 — 7061;
- 01.01.43 — 6853.